# Rebilus glorious
Rebilus glorious is een spinnensoort uit de familie Trochanteriidae. De soort komt voor in Queensland.